# O Terreiro (Antonio Ferrigno)
O Terreiro é uma pintura de Antonio Ferrigno, um dos que melhor retrataram a cultura e as atividades relacionadas a produção de café.
A data de criação é 1903. A obra é do gênero pintura histórica. Está localizada em Museu Paulista. Retrata a Fazenda Santa Gertrudes, onde foi pintada, e a produção de café no Brasil.
O terreiro, representado na imagem, é onde os trabalhadores da fazenda secavam os grãos de café antes do beneficiamento. O produto era espalhado por uma área e lavado. O local faz parte do roteiro de visitação pedagógica da fazenda retratada na pintura.
Essa pintura integra uma série de realizada por Ferrigno a partir de uma encomenda do proprietário da Fazenda Santa Gertrudes, Eduardo da Silva Prates, o Conde de Prates. A tela, no mesmo ano da criação da obra, junto com outras cinco pinturas de Ferrigno chamadas de As seis grande telas - A Florada, A Colheita, O Lavadouro, O Terreiro, Ensacamento do Café e Café para a Estação, sobre a mesma fazenda e o processo cafeeiro, participou com o aval do governo brasileiro da Exposição Universal de Saint Louis, no Mesmo ano da criação das obras, em que obteve sucesso no objetivo de representar a vida no Brasil e retomaram para a exposição em São Paulo, alcançando significativo sucesso de crítica e público. O sucesso
sucesso da série sobre a fazenda contribuiu para que Ferrigno ficasse conhecido como o "pintor do café".
Esta obra, que faz parte da série de pinturas de Ferrigno sobre as várias etapas do café, foi definida como uma "verdadeira joia", que documenta um período da história brasileira. A obra é considerada um registro da economia cafeeira paulistana, destacando a mão de obra assalariada. Também foi destacado o didatismo da série de Ferrigno.